# Dendarus coarcticollis
|                       |                       |
| Abb. 1: Aufsicht      | Abb. 2: Seitenansicht |
|                       |                       |
| Abb. 3: Vorderansicht | Abb. 4: Unterseite    |

Dendarus coarcticollis, bisher Dendarus tristis, ist ein Käfer aus der Familie der Schwarzkäfer.
Die Gattung Dendarus ist in Europa mit 54 Arten vertreten,

## Bemerkungen zum Namen
Der Käfer wurde nach traditioneller Meinung erstmals unter dem Namen Dendarus tristis 1840 von Laporte de Castelnau  beschrieben. Bezüglich des Namens tristis bezieht sich Laporte auf Herbst. Den Gattungsnamen Dendarus übernimmt er von den Sammlungskatalogen von Dejean. Dabei steht trístis (lat. traurig, düster) für die dunkle Färbung des Käfers, die Ableitung von Déndarus ist nach Schenkling unbekannt.
Diese Beschreibung von Laporte enthält zwar nichts Widersprüchliches zu dem hier vorgestellten Käfer, erwähnt aber ein auffälliges Merkmal (Form des Halsschildes) nicht. Gravierend ist, dass sie im Widerspruch zu der von Herbst als Tenebrio tristis 1797 beschriebenen Art steht, deren Artnamen tristis Laporte übernimmt. Komplizierend kommt hinzu, dass ein dritter Käfer der Familie der Schwarzkäfer von Rossi den Artnamen tristis erhält und in späterer Literatur auch in der Kombination Dendarus tristis Rossi erscheint. Mulsant bearbeitet 1854 die Tenebrioniden als Latigènes mit ausführlichen Bestimmungsschlüsseln. Dem hier beschriebenen Käfer gibt er den Artnamen coarcticollis und ordnet ihn als einzige (französische) Art der Gattung Pandarus zu. Bei der Aufzählung der Synonyme erwähnt er ausdrücklich, dass es sich um den Käfer Dendarus tristis Laporte 1840 handelt. Der Namensteil coarcticollis (lat. coarcticóllis mit verengtem Halsschild) benennt genau die Besonderheit des Käfers, ein großer Teil der Beschreibung Mulsants ist auch der Form des Halsschildes gewidmet. Die Gattung Pandarus wird von  Mulsant aufgestellt. Den Gattungsnamen übernimmt er von Megerle. Nach Mulsant ist er von altgr. Πάνδαρος abgeleitet. Dies ist der Name verschiedener Figuren aus der griechischen Mythologie. Er vollzieht dabei den Namenswechsel von Dendarus nach Pandarus nach, wie er in den Katalogen von Dejean zu beobachten ist, Pandarus ist ein späteres Synonym zu Dendarus.
In einem seinerzeit maßgeblichen deutschsprachigen Bestimmungswerk wird jedoch 1877 die Meinung vertreten, die neue Namensgebung durch Mulsant sei wissenschaftlich nicht gerechtfertigt. Außerdem wird die Gattung Pandaros Mulsant wieder durch Dendarus ersetzt und in sechs Untergattungen aufgespalten. Die hier beschriebene Art wird in die Untergattung Dendarus gestellt und bekommt wieder den Namen Dendarus tristis beziehungsweise Dendarus (Dendarus) tristis. In späteren deutschsprachigen koleopterologischen Werken taucht die Art nicht auf, da ihr Verbreitungsgebiet außerhalb Mitteleuropas liegt. Unter den derzeit gültigen Internationalen Regeln für die zoologische  Nomenklatur gilt der Name Dendarus tristis jedoch als wissenschaftlich nicht verfügbarer Name. Unter der weiterhin gültigen Zuordnung zur Gattung Dendarus heißt jetzt die Art Dendarus  coarcticollis.

## Beschreibung des Käfers
Der gestreckt bis ovale, nur schwach gewölbte Käfer wird zwölf bis dreizehn Millimeter lang bei einer Breite von rund sechs Millimetern. Er ist mattglänzend schwarz, gelegentlich jedoch durch eine helle Bereifung stumpf grau.
Der Kopf ist vor den Augen etwas breiter als dahinter. Er ist im vorderen Bereich sehr schwach, auf der Stirn grob punktiert, die Punkte fließen teilweise zu Längsrunzeln zusammen. Die elfgliedrigen schnurförmigen Fühler erreichen kaum den Hinterrand des Halsschilds. Sie sind an der Basis schwarz, an der Spitze gelbbraun. Die nierenförmigen Augen liegen seitlich am Kopf. Ihre vertikale Ausdehnung ist viel größer als die horizontale. Sie sind vorn nur wenig von den langen Wangen ausgeschnitten.
Der Halsschild erweitert sich ziemlich gleichmäßig bis hinter die Hälfte, dann verengt er sich unvermittelt nach außen gerundet bis zum vierten Fünftel, im letzten Fünftel seiner Länge verlaufen die rechte und linke Seite fast parallel zueinander. Auf der Vorder- und Hinterseite ist der Halsschild leicht nach außen gewölbt. Die Hinterecken sind nach hinten gezogen und kommen in eine kleine Aussparung an der Schulterecke der Flügeldecke zu liegen. Vor jeder Flügeldecke ist der Halsschild wenig ausgeschnitten. Er schließt sich eng der Flügeldeckenbasis an. An den Seiten ist er gerandet, wobei der Rand nach vorn verschwindet, nach hinten wird er breiter und höher. Der Halsschild ist grob punktiert, die Punkte zerlaufen vor allem seitlich in vorwiegend längs ausgerichtete Runzeln. In der Mitte verläuft eine vor allem bei den Weibchen kaum merkbare an beiden Enden verkürzte Längsfurche (Abb. 3). Das  Schildchen ist klein.
Die Flügeldecken sind an der Basis gleich breit wie die Halsschildbasis. Sie erscheinen durch furchig etwas vertiefte Längsreihen von Punkten gestreift. Die Intervalle zwischen diesen Punktstreifen sind sehr dicht und etwas verrunzelt punktiert. Die nahe der Flügeldeckennaht liegenden Intervalle sind fast eben, die weiter außen liegenden Intervalle sind mäßig gewölbt, nach hinten werden alle Intervalle markanter. Das siebte Intervall, welches an der Schulter entspringt, ist über die ganze Länge leistenartig erhöht und vereint sich am Flügelende mit dem dritten Intervall. Der untergeschlagene Teil der Flügeldecken (Epipleuren) ist relativ schmal und verschmälert sich nach hinten.
Der zwischen den Vorderhüften nach hinten verlaufende Prosternalfortsatz weist eine deutliche Längsrinne auf. Vorder- und Mittelbeine tragen fünfgliedrige Tarsen, beim Männchen sind sie verbreitert. Die Hintertarsen sind viergliedrig. Das erste Tarsenglied der Hintertarsen ist etwa gleich lang wie das Klauenglied. Beim Männchen sind die Schienen der Vorderbeine gekrümmt und am Ende deutlich breiter als die Mittelschienen. Die Mittelschienen tragen vor dem Ende eine kleine Spitze. Die ersten drei Tarsenglieder des vorderen und mittleren Beinpaars sind unterseits bürstenartig behaart. Bei den Weibchen sind die Vorderschenkel schmaler und weniger gekrümmt. Die ersten drei Tarsenglieder des vorderen und mittleren Beinpaars sind ebenfalls behaart, die Bürstenkissen sind jedoch in zwei Hälften getrennt (in Abb. 4 am oberen Mitteltarsus als Weibchen erkennbar).

## Biologie
Die Art kommt an trockenen bis sehr trockenen Standorten vor. Bei einer Untersuchung bezüglich der Abnahme der Artenvielfalt in Rom wird festgestellt, dass sich Dendarus coarcticollis dort im Unterschied zu anderen Tenebrioniden halten konnte, weil er in Holz (in den großen Stadtparks) lebt. Es handelt sich jedoch möglicherweise um Dendarus tristis Rossi. In einem Kalender über das jahreszeitlich erste Auftreten der häufigen Tier- und Pflanzenarten bei Aix wird die Art unter Steinen im Februar und Ende Mai genannt. Mulsant erwähnt, dass der lebende Käfer entsprechend seinem Willen ein bereiftes Äußeres hervorrufen kann (Taxobild, Abb. 3).

## Verbreitung
In der frühen Literatur wird als Verbreitungsgebiet Südfrankreich und Norditalien (Südtirol) angegeben. Außerdem werden Korsika und möglicherweise Ungarn genannt.